# سادوووینا
سادوووینا (به لهستانی:  Sadłowina) یک روستا در لهستان است که در گمینا باکاواژوو واقع شده‌است.